# سوليفان والكر
ايفان والكر (بالإنجليزية: Sullivan Walker)‏ (و. 1946 – 2012 م) هو ممثل، وممثل مسرحي، وممثل تلفزيوني، من الولايات المتحدة الأمريكية، توفي في لوس أنجلوس، عن عمر يناهز 66 عاماً.

## وصلات خارجية
- سوليفان والكر على موقع IMDb (الإنجليزية)
- سوليفان والكر على موقع ألو سيني (الفرنسية)
- سوليفان والكر على موقع أول موفي (الإنجليزية)
- سوليفان والكر على موقع قاعدة بيانات برودواي على الإنترنت (الإنجليزية)
- سوليفان والكر على موقع قاعدة بيانات الأفلام السويدية (السويدية)
- سوليفان والكر على موقع قاعدة بيانات الفيلم (الإنجليزية)
- سوليفان والكر على موقع كينوبويسك (الروسية)